# Very Large Business Applications
Als Very Large Business Application (VLBA) bezeichnet man in der Wirtschaftsinformatik eine betriebliche Anwendung (Business Application), die durch unterschiedliche Typen von betrieblichen Anwendungssystemen, als auch durch Systemlandschaften implementiert sein kann. Sie unterstützt einen oder mehrere Prozesse betrieblicher Anwendungsbereiche wie Rechnungswesen, Personalwesen, Logistik, Vertrieb oder Marketing, wobei mindestens einer ein Geschäftsprozess ist. Eine VLBA ist demnach direkt erfolgswirksam und besitzt durch die Unterstützung von – möglicherweise unternehmensübergreifenden – Geschäftsprozessen einer Organisation eine strategische Relevanz.
Ohne eine VLBA würde eine Organisation seine Kerngeschäfte nicht effizient erfüllen können. Es ist eine strategische Abhängigkeit der einsetzenden Organisation von einer VLBA gegeben, denn eine Abkehr oder Änderung der Anwendung ist mit großem finanziellen, personellen und organisatorischen Aufwand verbunden. Darüber hinaus besitzen VLBAs keinerlei räumliche, organisatorische, kulturelle oder technische Beschränkungen.
VLBAs ähneln einem betrieblichen Informationssystem in der Weise, dass sie mehrere betriebliche Anwendungsgebiete unterstützen können und in diesem Fall auf mehreren Typen von betrieblichen Anwendungssystemen basieren.
VLBAs sind in verschiedenen Bereichen innerhalb unterschiedlicher Organisationen unabhängig von ihrer Größe zu finden. Systeme des Enterprise Resource Planning (ERP), Supply-Chain-Management (SCM) und Customer-Relationship-Management (CRM) sind Beispiele einer VLBA. Innerhalb einer Supply-Chain können auch kleine und mittlere Unternehmen an einer VLBA partizipieren.
Mit VLBA wird darüber hinaus auch ein Forschungsgebiet bezeichnet. Heutige heterogene und gewachsene Systemlandschaften, wie sie in der Regel in der betrieblichen Praxis vorzufinden sind, leiden unter dem Symptom der „Spaghetti-Integration“. Es erscheint daher sinnvoll, Prinzipien des Software Engineering auf die Ebene der Systemlandschaften anzuheben und so eine Konstruktionslehre im Sinne eines System Landscape Engineering zu etablieren. Aber auch beim Betrieb solcher Landschaften entstehen Probleme, die es durch Forschung und Entwicklung zu beheben gilt. Diese ergeben sich beispielsweise aus der Notwendigkeit der Automatisierung, fehlender theoretischer Fundierung und aus strategischen Entscheidungen, die an die technischen Grenzen einer VLBA stoßen und damit eine Lauffähigkeit unter gleichbleibenden Anforderungen unmöglich machen. Durch die Lösung bestehender Probleme entstehen Soll-Modelle. Gleichermaßen erweitert sich die technologische Grenze, wodurch VLBAs nachfolgender Generationen in den Fokus rücken. Darin ist der dynamische Charakter der Entwicklung von VLBAs zu erkennen.